# 사랑이 눈뜰 때
《사랑이 눈뜰 때》(영어: Blind)는 2016년에 공개된 미국의 드라마 영화이다. 마이클 메일러가 연출하고, 다이앤 피셔의 원안을 바탕으로 존 버펄로 메일러가 각본을 썼다. 미국에서 2017년 7월 13일에 개봉하였으며, 대한민국에서는 2020년 8월 26일에 개봉하였다.

## 줄거리
자동차 사고로 인해 아내를 잃고 시력도 거의 잃어버린 베스트셀러 작가 빌은 집필을 중단하고 학생들을 가르치면서 시각 장애인 센터에서 봉사자들이 읽어주는 학생들의 리포트를 듣는다.
사고로 인해 까칠해진 성격을 못 버틴 봉사자들이 그만두고 다른 곳으로 가는 일이 빈번한 와중에 빌을 맡게 된 자원 봉사자 개빈. 개빈이 순수한 자원 봉사를 위해 온 것이 아님을 알게 된 빌은 그가 이곳에 온 이유를 듣고 난 후에 자신의 프로젝트에 참여하라는 제안을 건네고 그 제안을 받은 개빈은 자원 봉사는 그만두고 개빈의 집으로 출퇴근을 하게 된다.
한편 백만장자 마크 더치먼의 아내로 화려한 삶을 살면서 남편을 내조하던 수잰은 남편의 불법적인 일에 연루된 혐의로 연행되고 재판을 받는다. 하지만 불법적인 일을 인지하지 못한 점을 인정받아 100시간 사회 봉사 명령을 받고 시각 장애인 센터로 가서 빌을 담당하게 된다.
수잰은 까칠한 빌의 성격에 처음에는 적응하지 못하지만 사회 봉사 명령이라는 족쇄로 인해 어쩔 수 없이 계속 빌을 담당한다. 두 사람이 조금씩 서로에게 친밀감을 느끼는 와중에 마크의 불륜 증거를 찾게 된 수잰은 빌과의 사이에서 조금씩 친밀감을 넘어선 감정을 느끼게 된다. 빌은 과거 아내의 목소리에 좀처럼 귀 기울이지 못했던 일과 아내를 사고로 잃은 트라우마를 수잰을 통해서 조금씩 벗어나면서 사랑을 느끼는데.... 

## 출연
- 앨릭 볼드윈 - 빌 오클런드 역
- 더미 무어 - 수잰 더치먼 역
- 비바 비앙카 - 디애나 역
- 딜런 맥더멋 - 마크 더치먼 역
- 제임스 매캐프리 - 하워드 역
- 스티븐 프레스코드 - 개빈 오코너 역
- 저바리 그레이 - 안드레이 역
- 러네이 윌릿 - 켈리 역
- 스키 카 - 리키 G. 역
- 드루 몰라인 - 팀 랜드리 역
- 이던 엡스틴 - 엘라 역
- 존 버펄로 메일러 - 지미 역
- 스티븐 메일러 - 아널드 역
- 도러시 라이먼